# Callistopopillia seperata
Callistopopillia seperata är en skalbaggsart som beskrevs av Lin 1999. Callistopopillia seperata ingår i släktet Callistopopillia och familjen Rutelidae. Inga underarter finns listade.